# Л'Имаколата I (Мачерата)
Л'Имаколата I (итал. L'Immacolata I) насеље је у Италији у округу Мачерата, региону Марке.
Према процени из 2011. у насељу је живело 13 становника. Насеље се налази на надморској висини од 427 м.